# Léotoing
Léotoing est une commune française située dans le département de la Haute-Loire en région Auvergne-Rhône-Alpes.

## Géographie

### Localisation
La commune de Léotoing se trouve dans le département de la Haute-Loire, en région Auvergne-Rhône-Alpes.
Elle se situe à 78 km par la route du Puy-en-Velay, préfecture du département, à 21 km de Brioude, sous-préfecture, et à 11 km de Sainte-Florine, bureau centralisateur du canton de Sainte-Florine dont dépend la commune depuis 2015 pour les élections départementales.
Les communes les plus proches sont : 
Torsiac (1,3 km), Chambezon (2,5 km), Lorlanges (4,4 km), Lempdes-sur-Allagnon (4,5 km), Moriat (5,6 km), Saint-Gervazy (6,0 km), Saint-Géron (6,1 km), Espalem (6,1 km).
| Apchat (Puy-de-Dôme) | Saint-Gervazy (Puy-de-Dôme) | Chambezon Lempdes-sur-Allagnon |
| Torsiac              | Léotoing                    |                                |
| Blesle               | Espalem , Lorlanges         | Saint-Géron                    |

### Climat
Pour des articles plus généraux, voir Climat d'Auvergne-Rhône-Alpes et Climat de la Haute-Loire.
En 2010, le climat de la commune est de type climat océanique altéré, selon une étude du Centre national de la recherche scientifique s'appuyant sur une série de données couvrant la période 1971-2000. En 2020, Météo-France publie une typologie des climats de la France métropolitaine dans laquelle la commune est exposée à un climat de montagne ou de marges de montagne et est dans la région climatique Nord-est du Massif Central, caractérisée par une pluviométrie annuelle de 800 à 1 200 mm, bien répartie dans l’année.
Pour la période 1971-2000, la température annuelle moyenne est de 10,1 °C, avec une amplitude thermique annuelle de 15,9 °C. Le cumul annuel moyen de précipitations est de 639 mm, avec 8,1 jours de précipitations en janvier et 6,4 jours en juillet. Pour la période 1991-2020, la température moyenne annuelle observée sur la station météorologique de Météo-France la plus proche, « Autrac », sur la commune d'Autrac à 8 km à vol d'oiseau, est de 10,5 °C et le cumul annuel moyen de précipitations est de 711,4 mm,. Pour l'avenir, les paramètres climatiques de la commune estimés pour 2050 selon différents scénarios d'émission de gaz à effet de serre sont consultables sur un site dédié publié par Météo-France en novembre 2022.

## Urbanisme

### Typologie
Au 1er janvier 2024, Léotoing est catégorisée commune rurale à habitat très dispersé, selon la nouvelle grille communale de densité à sept niveaux définie par l'Insee en 2022.
Elle est située hors unité urbaine et hors attraction des villes,.

### Occupation des sols
L'occupation des sols de la commune, telle qu'elle ressort de la base de données européenne d’occupation biophysique des sols Corine Land Cover (CLC), est marquée par l'importance des territoires agricoles (56,7 % en 2018), en diminution par rapport à 1990 (58,1 %). La répartition détaillée en 2018 est la suivante : 
forêts (36,7 %), terres arables (33 %), prairies (17,6 %), milieux à végétation arbustive et/ou herbacée (6,6 %), zones agricoles hétérogènes (6,1 %). L'évolution de l’occupation des sols de la commune et de ses infrastructures peut être observée sur les différentes représentations cartographiques du territoire : la carte de Cassini (XVIIIe siècle), la carte d'état-major (1820-1866) et les cartes ou photos aériennes de l'IGN pour la période actuelle (1950 à aujourd'hui).

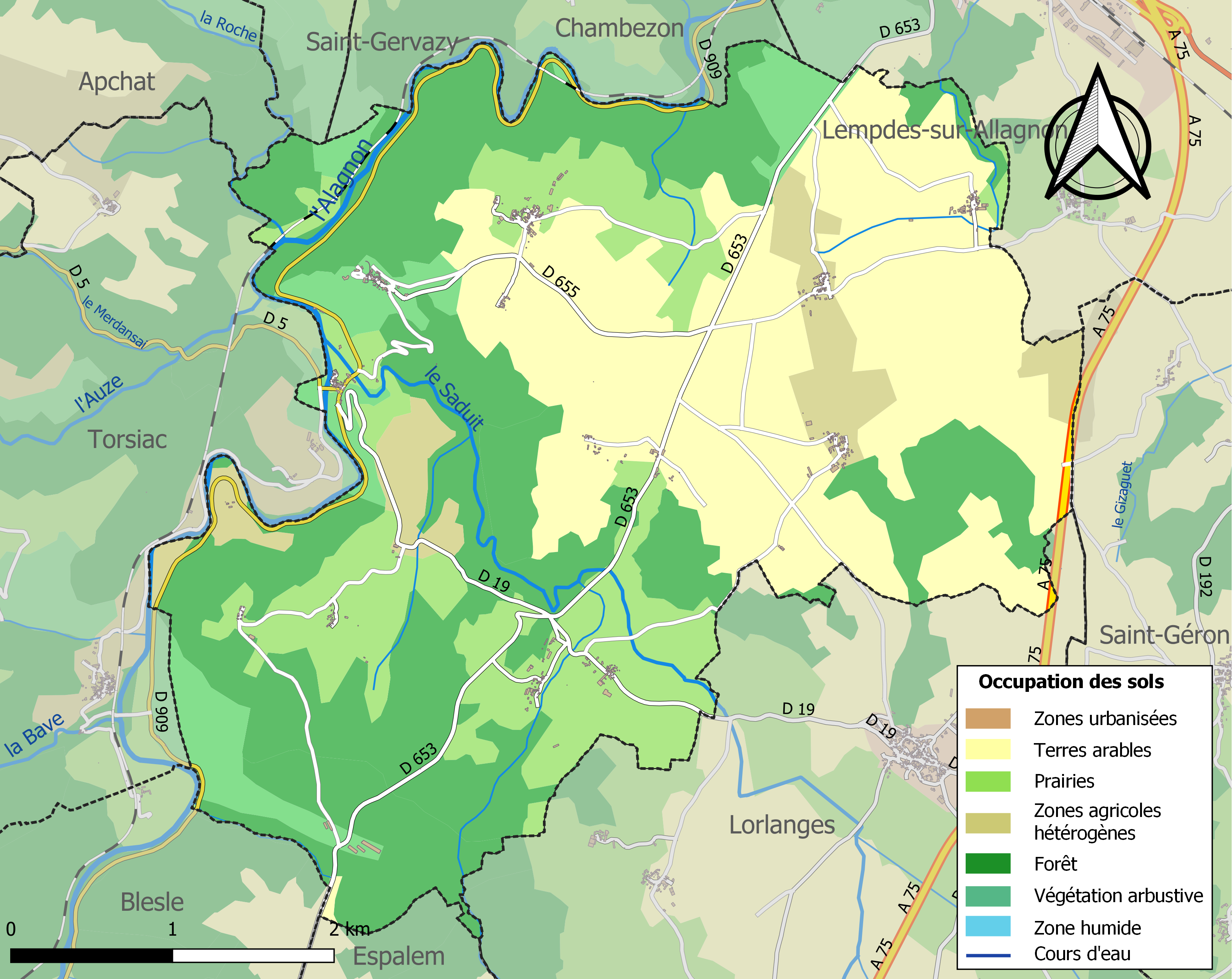
Carte des infrastructures et de l'occupation des sols de la commune en 2018 (CLC).

### Habitat et logement
En 2018, le nombre total de logements dans la commune était de 172, alors qu'il était de 163 en 2013 et de 156 en 2008.
Parmi ces logements, 64,6 % étaient des résidences principales, 18 % des résidences secondaires et 17,4 % des logements vacants. Ces logements étaient pour 98,8 % d'entre eux des maisons individuelles et pour 0,6 % des appartements.
Le tableau ci-dessous présente la typologie des logements à Léotoing en 2018 en comparaison avec celle de la Haute-Loire et de la France entière. Une caractéristique marquante du parc de logements est ainsi une proportion de résidences secondaires et logements occasionnels (18 %) supérieure à celle du département (16,1 %) et à celle de la France entière (9,7 %). Concernant le statut d'occupation de ces logements, 96,3 % des habitants de la commune sont propriétaires de leur logement (94,3 % en 2013), contre 70 % pour la Haute-Loire et 57,5 pour la France entière.
| Typologie                                               | Léotoing | Haute-Loire | France entière |
| ------------------------------------------------------- | -------- | ----------- | -------------- |
| Résidences principales (en %)                           | 64,6     | 71,5        | 82,1           |
| Résidences secondaires et logements occasionnels (en %) | 18       | 16,1        | 9,7            |
| Logements vacants (en %)                                | 17,4     | 12,4        | 8,2            |

## Histoire

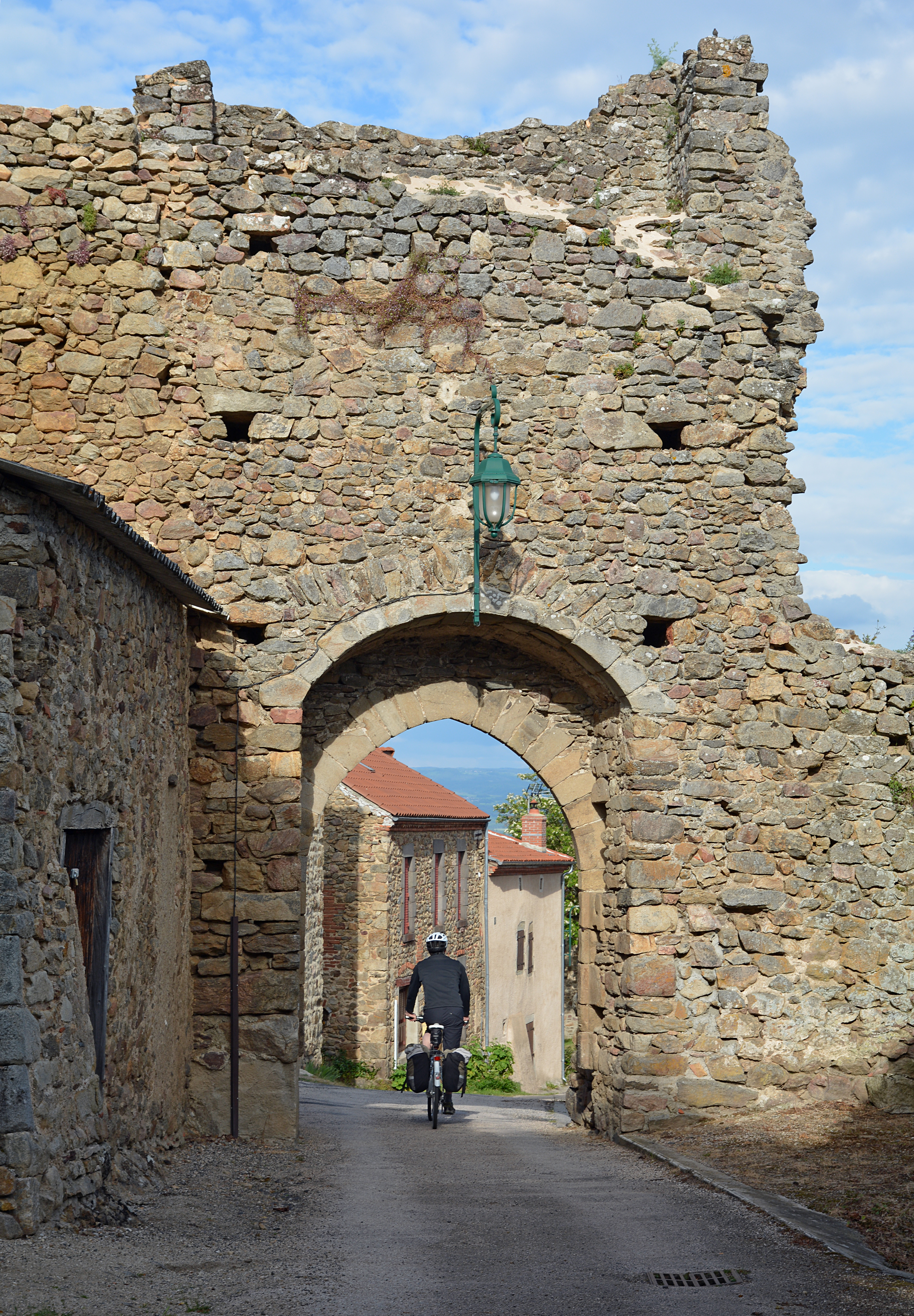
Ancienne porte.

## Les Hospitaliers
Le village de Farreyrolles fut jusqu'à la Révolution française un membre de la commanderie de Courtesserre qui appartenait à  l'ordre de Saint-Jean de Jérusalem. Ce membre dit de  « Ferreyrol, à une lieue de Laridas [sic], et près de Saint-Germain-Lambron, diocèse de Saint-Flour, consiste en une chapelle, prés, terres, bois, cens, justice en parties usurpés ». On le trouve également sous le nom de « Ferréroles » dans les archives de la langue d'Auvergne : « chapelle et bâtiments ruinés ; pré de La prade, terre de la Vigne Vieille, bois du commandeur, dîme, rentes, justice » (1615-16),.

## Politique et administration

### Découpage territorial
La commune de Léotoing est membre de la communauté de communes Brioude Sud Auvergne, un établissement public de coopération intercommunale (EPCI) à fiscalité propre créé le 11 décembre 2018 dont le siège est à Brioude. Ce dernier est par ailleurs membre d'autres groupements intercommunaux.
Sur le plan administratif, elle est rattachée à l'arrondissement de Brioude, au département de la Haute-Loire, en tant que circonscription administrative de l'État, et à la région Auvergne-Rhône-Alpes.
Sur le plan électoral, elle dépend du canton de Sainte-Florine pour l'élection des conseillers départementaux, depuis le redécoupage cantonal de 2014 entré en vigueur en 2015, et de la deuxième circonscription de la Haute-Loire   pour les élections législatives, depuis le redécoupage électoral de 1986.

### Liste des maires
| Période                                  | Période        | Identité             | Étiquette | Qualité                                            |
| ---------------------------------------- | -------------- | -------------------- | --------- | -------------------------------------------------- |
| Les données manquantes sont à compléter. |                |                      |           |                                                    |
| 1793                                     | 1800           | Jean Racher          |           | Officier municipal de la CME                       |
| 1803                                     | 1812           | Étienne Jubelin      |           |                                                    |
| 1813                                     | 1815           | Étienne Jubelin      |           |                                                    |
| octobre 1815                             | 1830           | Jean Joachim Lemayne |           |                                                    |
| 1831                                     | 1849           | Étienne Job          |           |                                                    |
| 1849                                     | 1868           | Jean-Baptiste Racher |           |                                                    |
| juillet 1868                             | septembre 1876 | Jean Racher          |           |                                                    |
| 1876                                     | 1895           | Jean Jubelin         |           |                                                    |
| août 1895                                | 1919           | Antoine Job          |           |                                                    |
| 1919                                     | 1929           | Alphonse Jubelin     |           |                                                    |
| 1929                                     | 1953           | Hippolyte Farreyre   |           |                                                    |
| 1953                                     | 1977           | Jean Chanier         |           |                                                    |
| 1977                                     | 1983           | Marcel Julien        |           |                                                    |
| 1983                                     | 2001           | René Aubijoux        | PS        | Conseiller général du canton de Blesle (1998-2011) |
| mars 2001                                | 2014           | Jean-Pierre Porte    | SE        |                                                    |
| 2014                                     | 2020           | Stéphane Bard        |           |                                                    |
| 2020                                     | En cours       | Nicolas Sabatier     |           |                                                    |

## Population et société

### Démographie

#### Évolution démographique
L'évolution du nombre d'habitants est connue à travers les recensements de la population effectués dans la commune depuis 1793. Pour les communes de moins de 10 000 habitants, une enquête de recensement portant sur toute la population est réalisée tous les cinq ans, les populations de référence des années intermédiaires étant quant à elles estimées par interpolation ou extrapolation. Pour la commune, le premier recensement exhaustif entrant dans le cadre du nouveau dispositif a été réalisé en 2004.

En 2022, la commune comptait 214 habitants, en évolution de −11,57 % par rapport à 2016 (Haute-Loire : +0,36 %, France hors Mayotte : +2,11 %).
| 1793 | 1800 | 1806 | 1821 | 1831 | 1836 | 1841 | 1846 | 1851 |
| ---- | ---- | ---- | ---- | ---- | ---- | ---- | ---- | ---- |
| 761  | 764  | 804  | 757  | 750  | 716  | 718  | 708  | 690  |

| 1856 | 1861 | 1866 | 1872 | 1876 | 1881 | 1886 | 1891 | 1896 |
| ---- | ---- | ---- | ---- | ---- | ---- | ---- | ---- | ---- |
| 659  | 775  | 590  | 557  | 556  | 594  | 554  | 531  | 515  |

| 1901 | 1906 | 1911 | 1921 | 1926 | 1931 | 1936 | 1946 | 1954 |
| ---- | ---- | ---- | ---- | ---- | ---- | ---- | ---- | ---- |
| 506  | 460  | 430  | 375  | 345  | 334  | 329  | 296  | 269  |

| 1962 | 1968 | 1975 | 1982 | 1990 | 1999 | 2004 | 2006 | 2009 |
| ---- | ---- | ---- | ---- | ---- | ---- | ---- | ---- | ---- |
| 255  | 247  | 218  | 200  | 214  | 208  | 204  | 206  | 205  |

| 2014 | 2019 | 2022 | - | - | - | - | - | - |
| ---- | ---- | ---- | - | - | - | - | - | - |
| 233  | 216  | 214  | - | - | - | - | - | - |

#### Pyramide des âges
La population de la commune est relativement âgée.
En 2018, le taux de personnes d'un âge inférieur à 30 ans s'élève à 22,7 %, soit en dessous de la moyenne départementale (31 %). À l'inverse, le taux de personnes d'âge supérieur à 60 ans est de 36,6 % la même année, alors qu'il est de 31,1 % au niveau départemental.
En 2018, la commune comptait 111 hommes pour 114 femmes, soit un taux de 50,67 % de femmes, légèrement inférieur au taux départemental (50,87 %).
Les pyramides des âges de la commune et du département s'établissent comme suit.
| Hommes | Classe d’âge | Femmes |
| ------ | ------------ | ------ |
| 0,9    | 90 ou +      | 0,9    |
| 8,4    | 75-89 ans    | 10,1   |
| 24,3   | 60-74 ans    | 28,4   |
| 20,6   | 45-59 ans    | 18,3   |
| 23,4   | 30-44 ans    | 19,3   |
| 4,7    | 15-29 ans    | 4,6    |
| 17,8   | 0-14 ans     | 18,3   |

| Hommes | Classe d’âge | Femmes |
| ------ | ------------ | ------ |
| 0,9    | 90 ou +      | 2,5    |
| 8,4    | 75-89 ans    | 11,7   |
| 20,4   | 60-74 ans    | 20,5   |
| 21,3   | 45-59 ans    | 20,3   |
| 16,8   | 30-44 ans    | 16,3   |
| 15,2   | 15-29 ans    | 13,2   |
| 17     | 0-14 ans     | 15,6   |

## Économie

### Revenus
En 2018, la commune compte 110 ménages fiscaux, regroupant 230 personnes. La médiane du revenu disponible par unité de consommation est de 20 210 € (20 800 € dans le département).

### Emploi
| Division       | 2008  | 2013  | 2018  |
| -------------- | ----- | ----- | ----- |
| Commune        | 5,3 % | 7,2 % | 5,8 % |
| Département    | 6,3 % | 7,7 % | 7,7 % |
| France entière | 8,3 % | 10 %  | 10 %  |

En 2018, la population âgée de 15 à 64 ans s'élève à 125 personnes, parmi lesquelles on compte 74,2 % d'actifs (68,3 % ayant un emploi et 5,8 % de chômeurs) et 25,8 % d'inactifs,. Depuis 2008, le taux de chômage communal (au sens du recensement) des 15-64 ans est inférieur à celui de la France et du département.
La commune est hors attraction des villes,. Elle compte 31 emplois en 2018, contre 36 en 2013 et 39 en 2008. Le nombre d'actifs ayant un emploi résidant dans la commune est de 86, soit un indicateur de concentration d'emploi de 35,7 % et un taux d'activité parmi les 15 ans ou plus de 50,8 %.
Sur ces 86 actifs de 15 ans ou plus ayant un emploi, 24 travaillent dans la commune, soit 28 % des habitants. Pour se rendre au travail, 75,9 % des habitants utilisent un véhicule personnel ou de fonction à quatre roues, 1,2 % les transports en commun, 4,8 % s'y rendent en deux-roues, à vélo ou à pied et 18,1 % n'ont pas besoin de transport (travail au domicile).

## Culture locale et patrimoine

### Lieux et monuments
La commune comprend plusieurs monuments remarquables : l'église Saint-Vincent classée à l'inventaire des monuments historiques depuis le 20 juillet 1937, le château de Léotoing à l'ouest du bourg, le château de Vernassal et la chapelle des Lépreux dont on peut lire sur une plaque posée par la communauté de communes du Pays de Blesle : « Située sur un site dominant la vallée de l'Alagnon, la chapelle de Léotoing, surmontée d'un clocher-mur à arcature unique, date probablement de la fin du XVIIIe siècle. Le bâtiment, construit sur un rocher, est typique des petits édifices ruraux employant des matériaux de construction locaux. Appelée selon la tradition « chapelle des Lépreux », elle aurait été édifiée hors de l'enceinte du village afin d'éviter tout contact avec des personnes malades. »

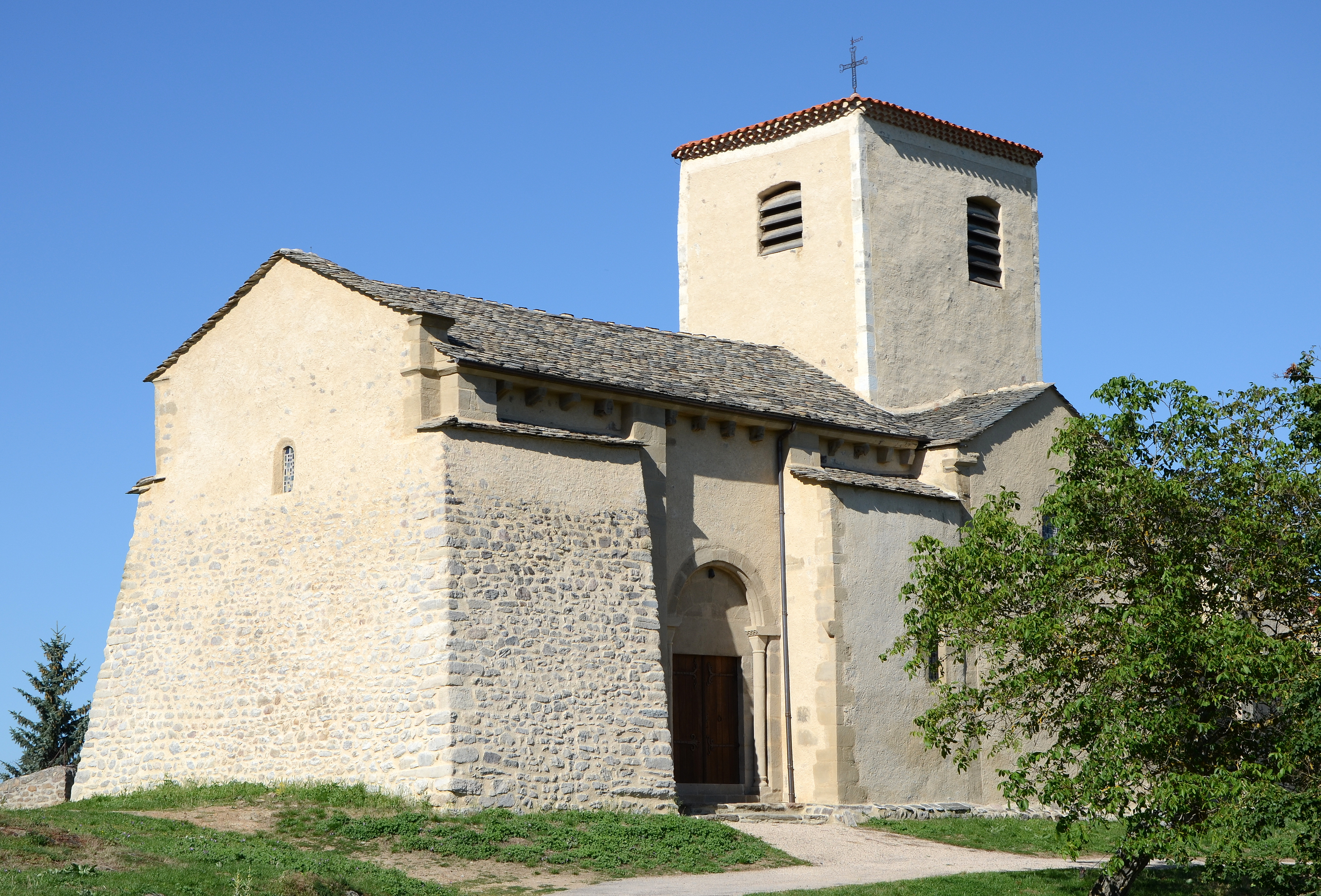
L'église Saint-Vincent.
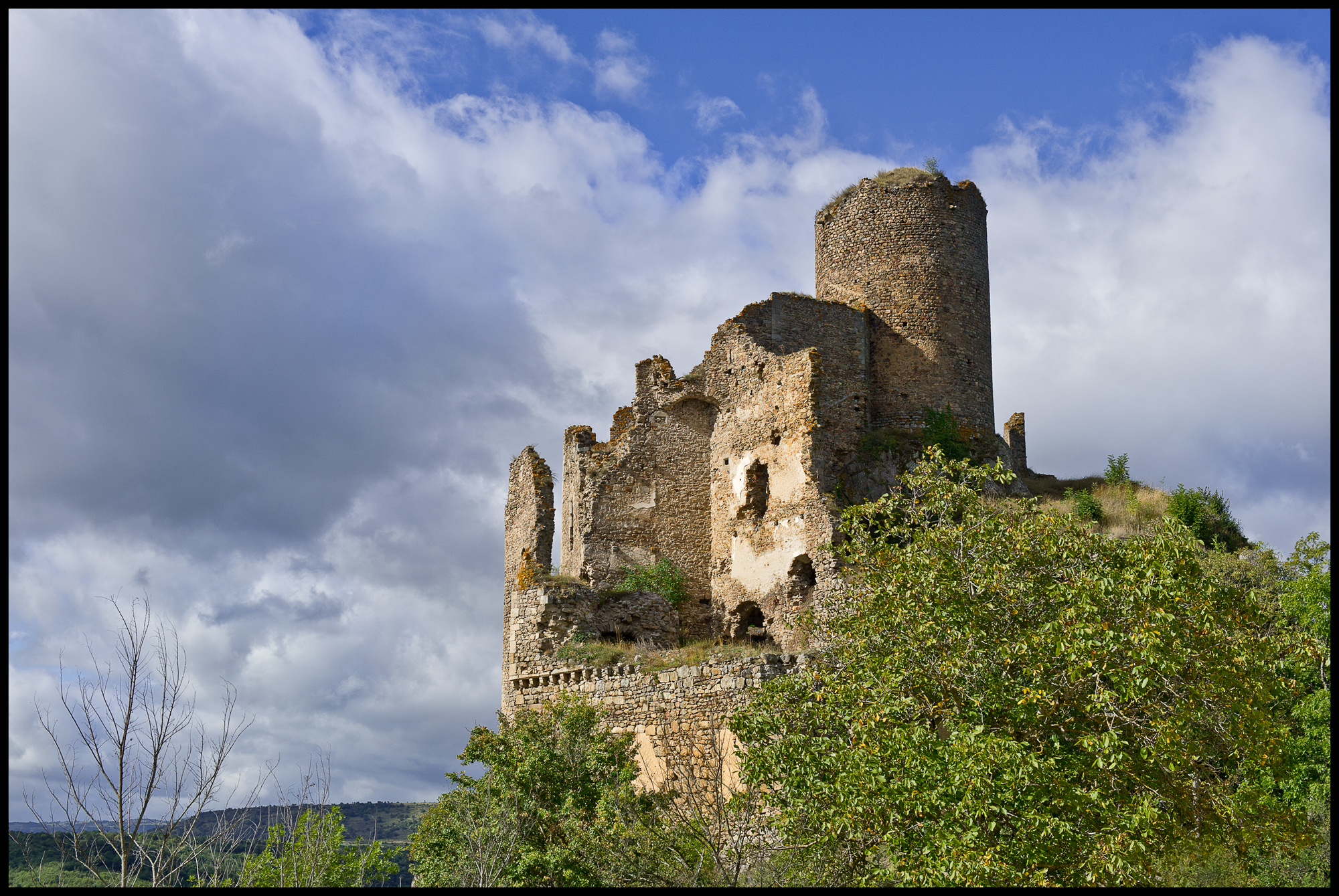
Le château de Léotoing.
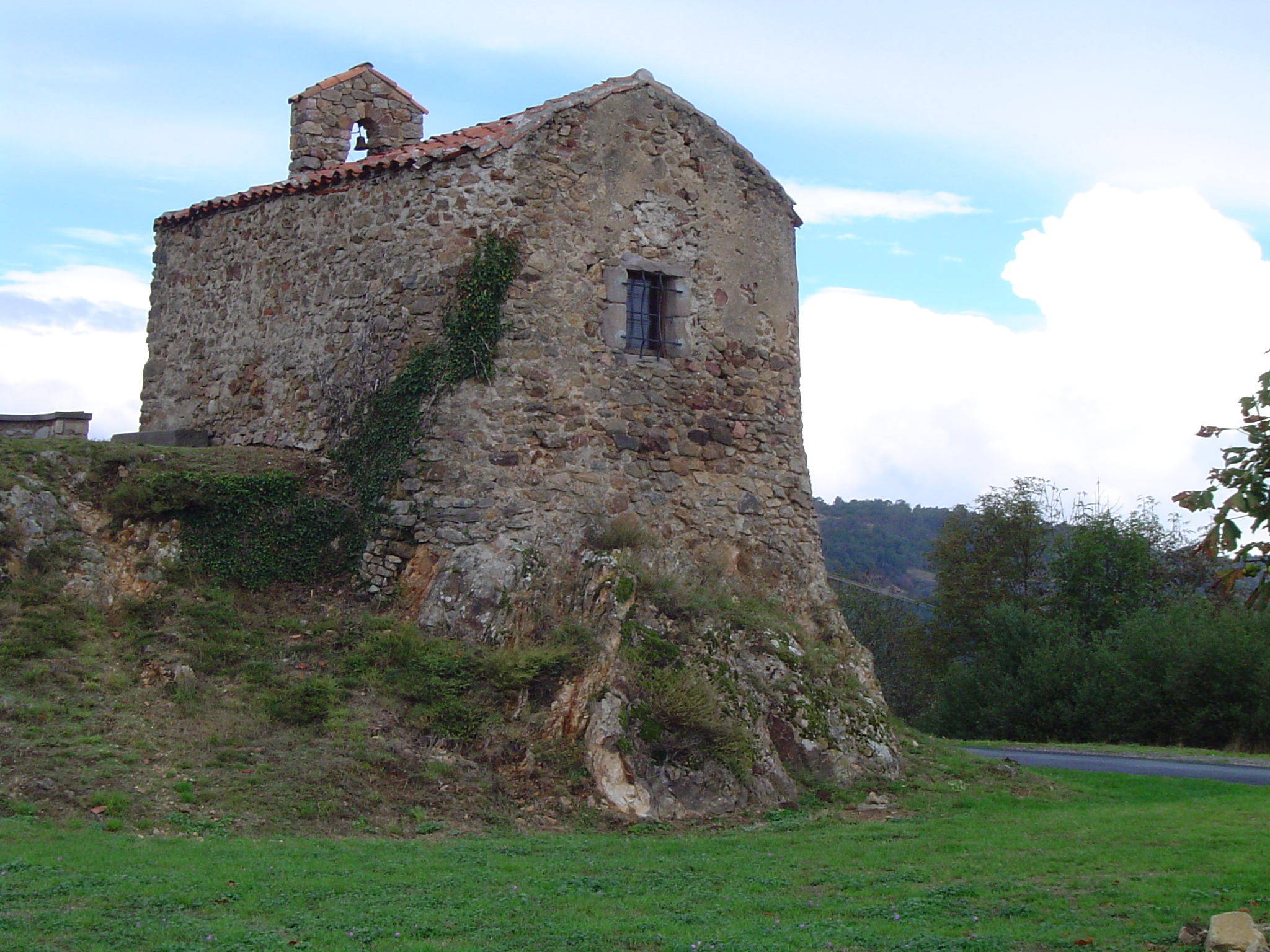
La chapelle des lépreux.